# Pterostichus monedulus
Pterostichus monedulus är en skalbaggsart som beskrevs av Ernst Friedrich Germar. Pterostichus monedulus ingår i släktet Pterostichus och familjen jordlöpare. Inga underarter finns listade i Catalogue of Life.